# Așii din mânecă
Așii din mânecă (engleză Smokin' Aces) este o coproducție americano-britanico-franceză de acțiune cu scenariul scris și regizat de Joe Carnahan. Acesta a avut premiera pe data de 26 ianuarie 2007. Din distribuție fac parte Ben Affleck, Ray Liotta, Common, Andy Garcia, Jeremy Piven și Ryan Reynolds.
În Așii din mânecă, cântăreața Alicia Keys și-a făcut debutul în cinematografie și interpretează rolul unei asasine pe nume Georgia Sykes. Artista a primit multe laude din partea colegilor săi care au remarcat naturelețea cu care aceasta își interpretează rolul și au fost surprinși de faptul că Alicia nu a mai interpretat niciun rol. Actorul Ryan Reynolds aclama naturalețea interpretei, spunând despre ea că a „surprins pe toată lumea”.

## Legături externe
- Site web oficial
- Așii din mânecă la AllRovi
- Așii din mânecă la Box Office Mojo
- Așii din mânecă la Internet Movie Database
- Așii din mânecă la Rotten Tomatoes